# Bibi Club
Bibi Club — канадський інді-поп дует, створений у 2019 році.
Дует складається з Ніколя Баска та Адель Тротьє-Рівар. Ніколя Баск є учасником гурту Plants and Animals. Тротьє-Рівар (Trottier-Rivard), донька співака і автора пісень Мішеля Рівара (Michel Rivard), була вокалісткою підтримки у гурті Plants and Animals та в співака Луї-Жан Корм'є (Louis-Jean Cormier).
Коли Тротьє-Рівар гостювала на записі гурту Plants and Animals, Тротьє-Рівар і Ніколя Баск закохались і стали парою. Вони запустили проект Bibi Club у 2019 році і того ж року випустили свій однойменний дебютний мініальбом.
У 2022 році вони випустили повноформатний альбом Le soleil et la mer на лейблі Secret City Records. Альбом Le soleil et la mer потрапив у довгий список музичної премії 2023 Polaris Music Prize.

## Склад гурту
- Ніколя Баск (Nicolas Basque)
- Адель Тротьє-Рівар (Adèle Trottier-Rivard)

## Дискографія
Мініальбоми
- Bibi Club (2019)

Альбоми
- Le soleil et la mer (2022, Secret City Records)